# セベンヌ・シェパード
セベンヌ・シェパード（英：Cevennes Shepherd）は、フランスのラングドック地方のセヴェンヌ山脈原産の牧羊犬種である。別名はセベンヌ・シェパード・ドッグ（英：Cevenne Shepherd Dog）、ベルジェ・デュ・ラングドック（英：Berger du Langudoc）。 

## 歴史
生い立ちは資料が残されていないため不詳だが、かなり古くからセヴェンヌ山脈で使われていた牧羊犬種である。もともと作業用の犬種で能力を重視したブリーディングが行われていたため、5つの地域に5種の変種が存在していた。これらは体の大きさと耳・尾の形が異なっていて、それぞれカマルグ（英：Camalgue）、ラルザク（英：Larzac）、カリゲ（英：Carrigues）、グロ（英：Grau）、ファル（英：Farou）と呼ばれていた。通常は現地では変種名（小区分名）のみで呼ばれていたが、原産地（セヴェンヌ山脈）以外はその変種名を犬種名の後ろにつけ、セベンヌ・シェパード＝グロという風に呼称していた。近代に入って犬種保護のため、FCIへの公認登録を目指す目的によりこの5種はある程度統一され、違いはサイズのみになり外見は共通のものに固定された。
主に羊を誘導する牧羊犬として使われた。起伏の激しい山地で羊を的確に誘導して駆けるため、多いスタミナと高い状況判断力が発達した。また、大型のものは羊を襲う狼や家畜泥棒を倒し護衛を行う護畜犬としても働いた。数頭でかかれば泥棒だけでなく、狼をも殺すことができるともいわれている。
19世紀には人気が高まり、南仏では特に一、二を争うほどの人気の牧羊犬になった。スタンダード（犬種基準）が固定されて頭数も安定したことにより、FCIにも公認登録され、国際的な犬種として認められるまでに発展した。
しかし、牧羊の縮小や機械化により仕事は大幅に減少、更に2度の世界大戦により多くが犠牲となり、その頭数は激減した。戦後愛好家の手によって生存しているセベンヌ犬の頭数が調査されたが、純血のものの頭数は少なく、多くは繁殖適齢期を過ぎていたり雑種であった。何とか生き残った純血犬を元に繁殖が行われたがその後のことはよくわかっておらず、後にFCIの公認登録が抹消され、絶滅宣言が出されている。現在本種が生き延びているかどうかは不明である。

## 特徴
筋肉質の引き締まった体つきをしていて、脚が長く走るのが速い。頭部は小さめでストップは浅く、マズルは短めである。耳は垂れ耳、尾は垂れ尾だが、耳は断耳して立たせ、尾は短めに断尾された。コートは短いショートコートのものと、少し長めのラフコートタイプのものの2タイプがあるが、どちらも二重構造になっていて防寒性が高い。毛色はフォーン、フォーン・アンド・ブラック、ウイートンなど。体高・体重はそれぞれの小区分によって異なり、小型犬〜大型犬に相当するサイズが存在している（但し、どれがどの大きさなのかは不詳）。性格は忠実で従順、仕事熱心で人なれがよいといわれている。しつけの飲み込みはよく、状況判断力は優れている。又、頭の回転が速い。スタミナは非常に多く、運動量は莫大である。